# Persson Motorsport

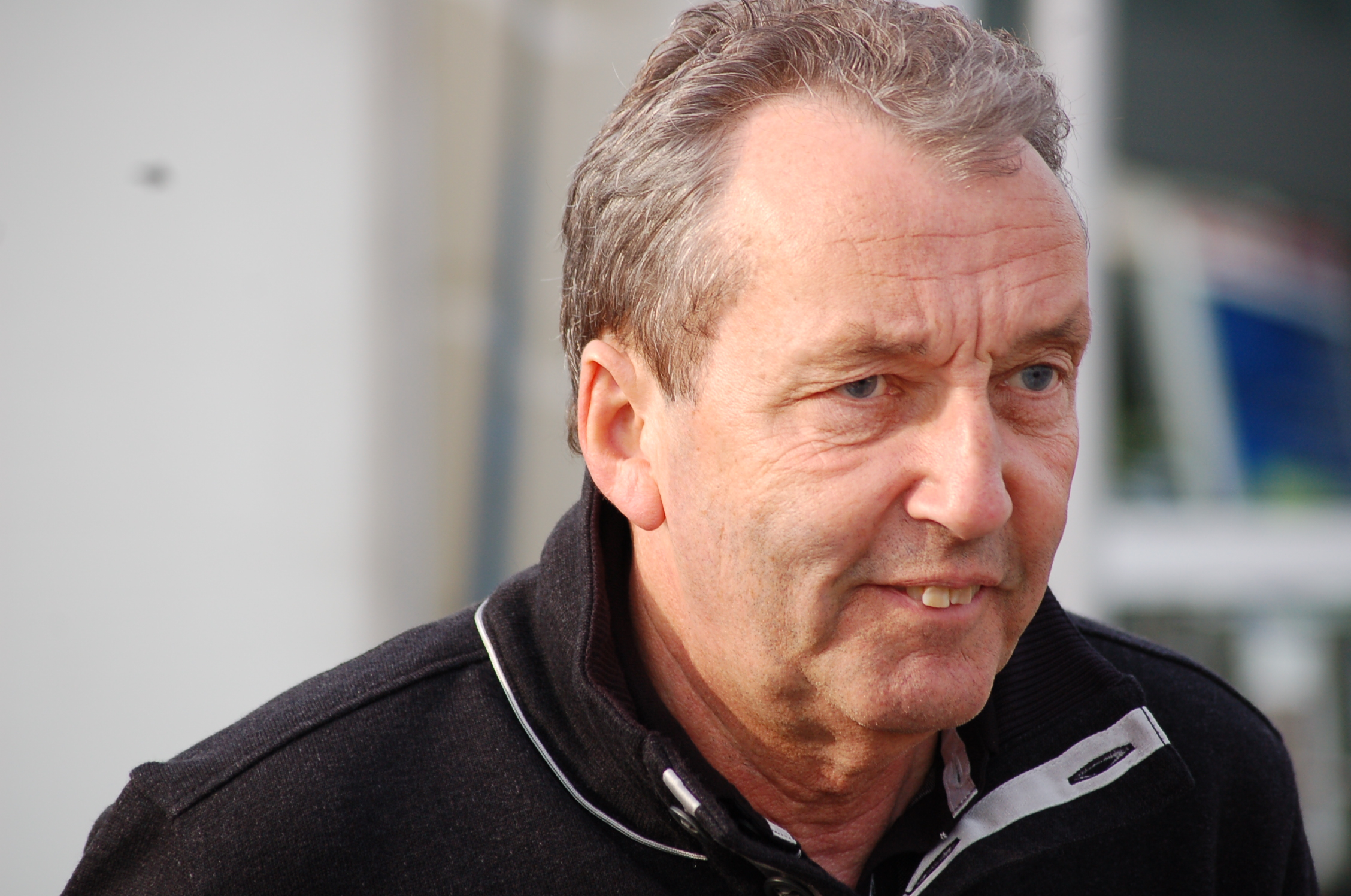
Ingmar Persson en 2011.

Persson Motorsport, était une écurie allemande du sport automobile qui a principalement participé aux Deutsche Tourenwagen Masters mais aussi à certains championnats de Grand Tourisme comme le Championnat FIA GT.
Début 2013, la décision du groupe Heico de se désengager du sport automobile entraîne la disparition de l'écurie qui appartenait au groupe.

## Histoire
Dirigée par le Suédois Ingmar Persson, l'écurie participe au Deutsche Tourenwagen Meisterschaft à partir de 1993 en tant qu'écurie privée de la marque Mercedes.
Lors de l'interruption du championnat DTM, l'écurie se reporte sur le championnat FIA GT en engageant en 1998 une Mercedes-Benz CLK GTR privée.

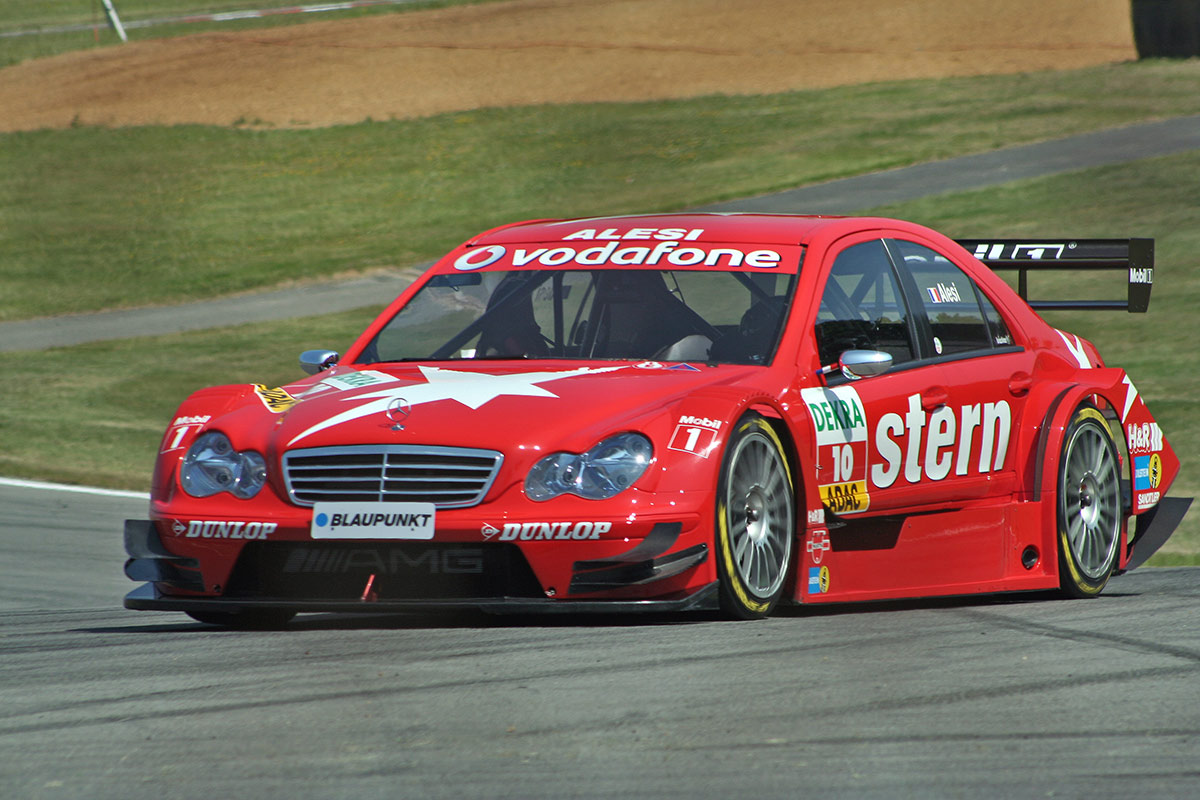
La Mercedes Classe C de Jean Alesi en 2006.
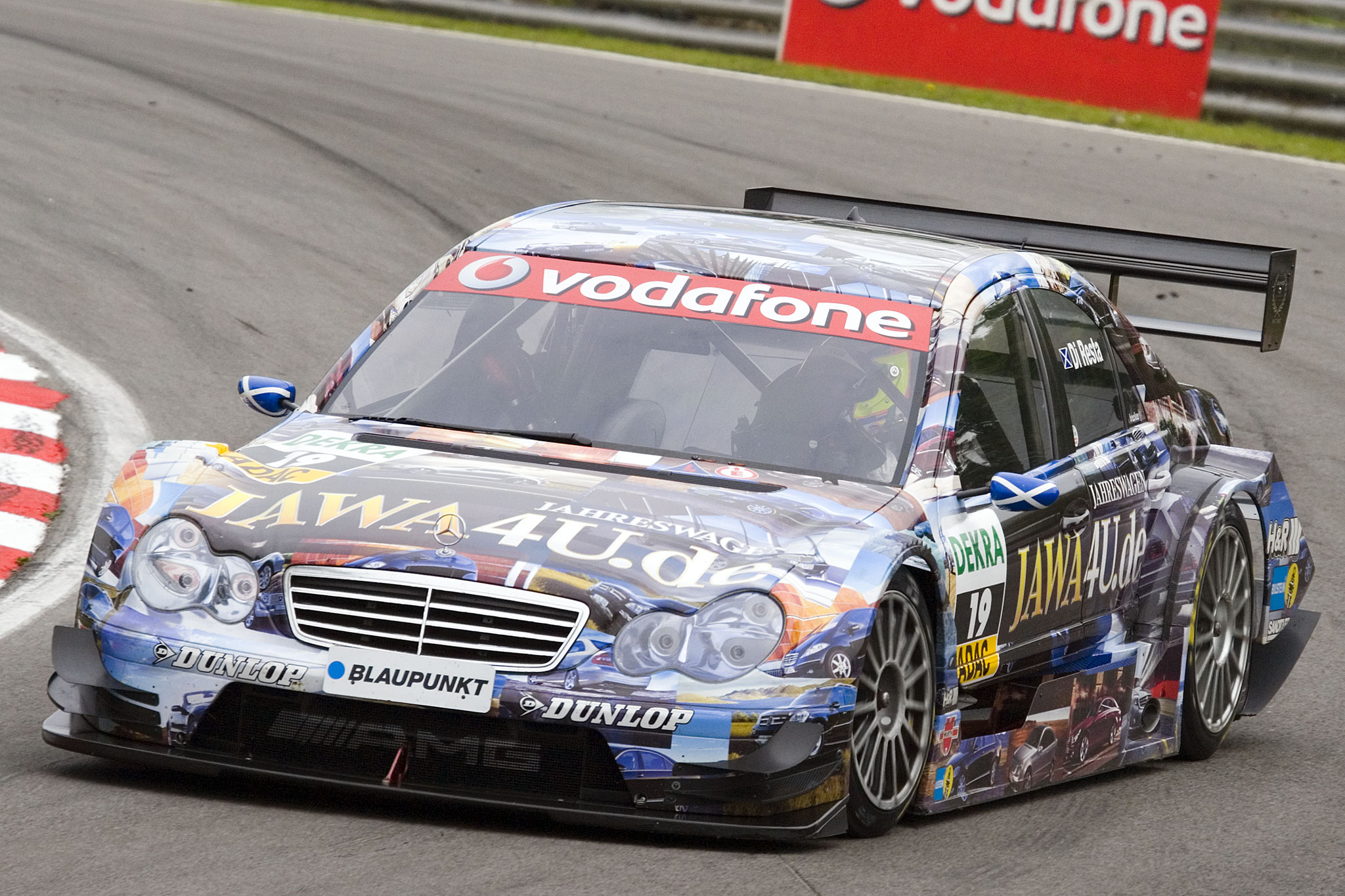
La Mercedes Classe C de Paul di Resta en 2007.
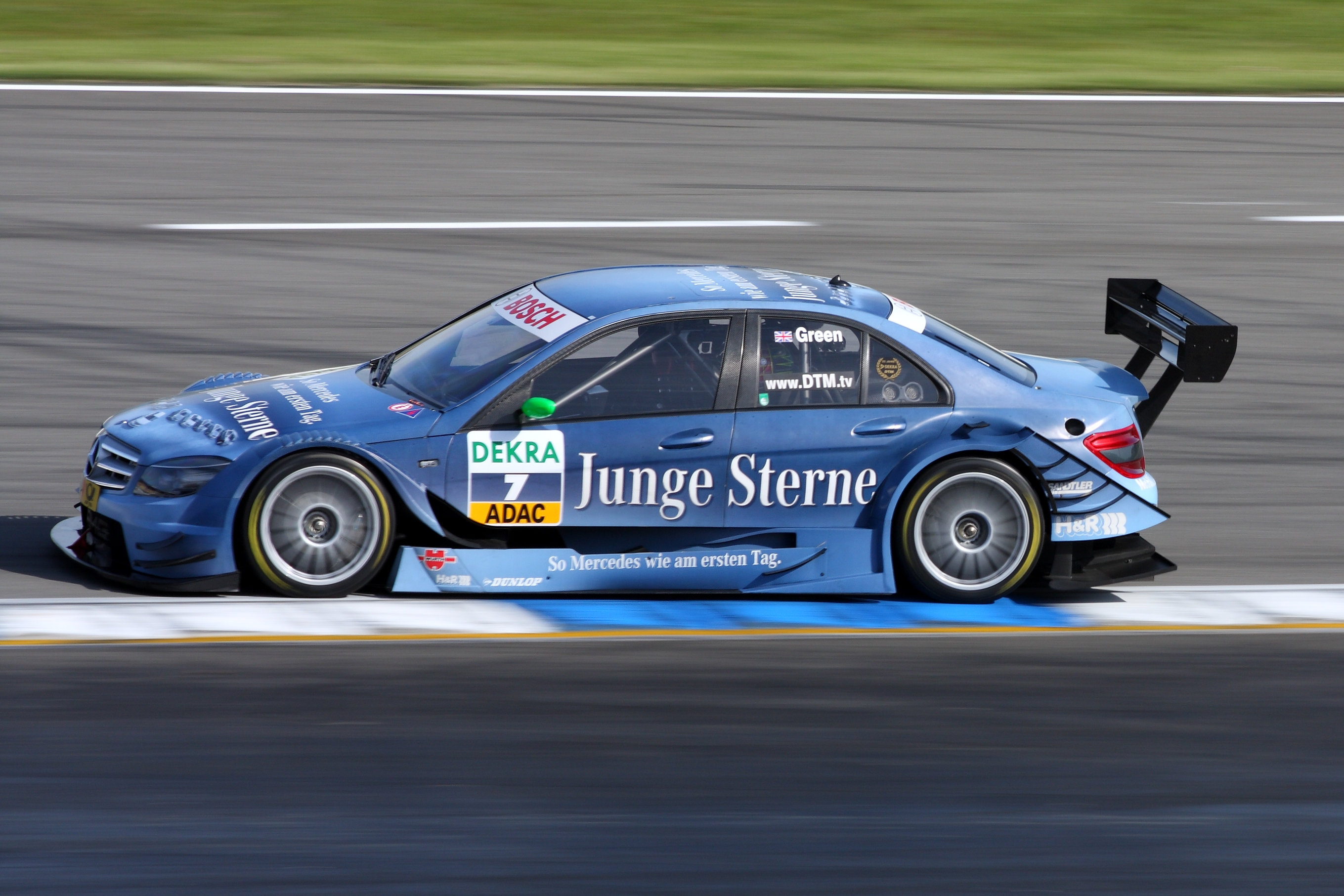
La Mercedes Classe C de Jamie Green en 2009.
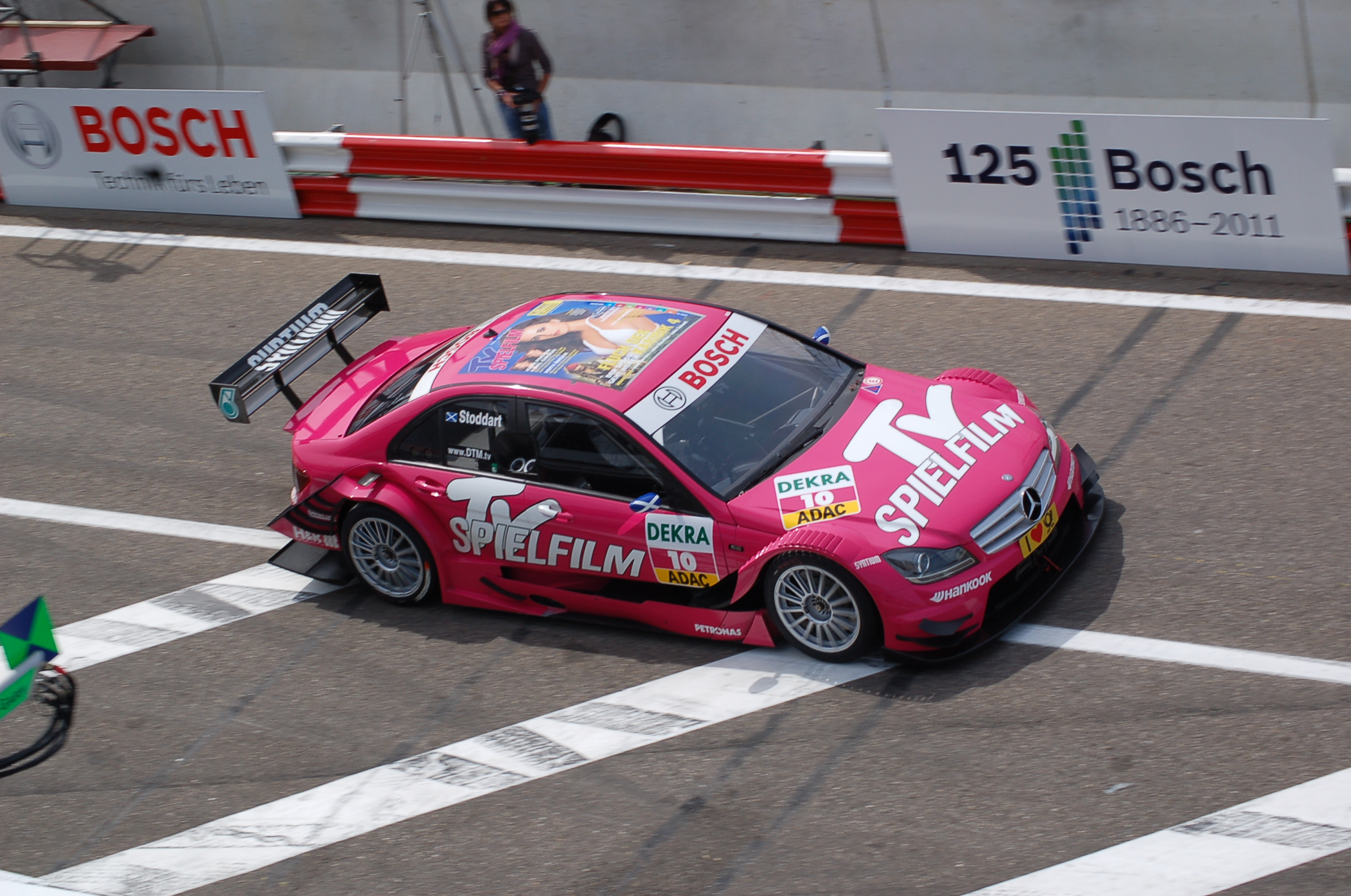
La Mercedes Classe C de Susie Wolff en 2012.

## Palmarès
- Deutsche Tourenwagen Masters
  - Victoire de Gary Paffett à Oschersleben en 2007
  - Victoire de Jamie Green au Norisring en 2009 et 2010